# Lista de portos da Rússia
Os Portos da Rússia são parte importante da Economia da Rússia, e se dividem em quatro grupos principais a depender do oceano que acessam.
| Bacia do Norte | Bacia do Sul | Bacia do Mar Báltico | Bacia do Oceano Pacífico |
| --- | --- | --- | --- |
| - Porto da Amderma - Porto de Arhangelsk - Porto de Belomorsk - Porto de Varandey - Porto de Vitino - Porto de Dixon - Porto da Dudinka - Porto da Igarka - Porto da Kandalaksha - Porto de Kem - Porto de Mezen - Porto de Murmansk - Porto de Naryan-Mar - Porto da Onega - Porto da Khatanga | - Porto de Azov - Porto da Anapa - Porto de Astrakhan - Porto de Gelendzhik - Porto de Yeisk - Porto Kavkaz - Porto da Makhachkala - Porto de Novorossiysk - Porto da Olya - Porto de Rostov-do-Don - Porto de Sóchi - Porto de Taganrog - Porto de Temryuk - Porto de Tuapse - Porto de Taman | - Porto de Kaliningrado - Porto de Baltiysk - Porto de Viborg - Porto de Visotsk - Porto de Lomonosov - Porto de Primorsk - Porto de São Petersburgo - Porto da Ust-Luga | - Porto de Vladivostok - Porto de Vostochny - Porto de Korsakov - Porto de Petropavlovsk-Kamchatskiy - Porto de Kholmsk - Porto de Olga - Porto de Posiet - Porto de Vanino |